# Julian Duchowicz
Julian Augustyn Wojciech Duchowicz (ur. 3 stycznia 1912 w Rawie Ruskiej, zm. 28 lipca 1972 w Gliwicach) – polski architekt.

## Życiorys
W 1936 ukończył studia na Wydziale Architektury Politechniki Lwowskiej, Od 1934 do 1937 był młodszym asystentem w Katedrze Budownictwa Utylitarnego, a następnie do 1941 starszym asystentem. Po wysiedleniu do Polski zamieszkał w Gliwicach i pracował na Wydziale Inżynieryjno-Budowlanym w Katedrze Budownictwa Utylitarnego Politechniki Śląskiej, przez rok był zastępcą profesora, a następnie do 1952 adiunktem. Przez kolejne dwa lata będąc docentem kierował Katedrą, do czasu likwidacji Wydziału Architektury. W 1954 przeprowadził się do Wrocławia, na tamtejszym Wydziale Architektury otrzymał tytuł zastępcy profesora, a w 1958 został docentem. W 1962 objął po Zygmuncie Majerskim funkcję prodziekana wydziału i piastował ją przez dwie kadencje, a następnie do 1971 kierował Zakładem Architektury Obiektów Użyteczności Publicznej. W 1968 otrzymał tytuł profesora nadzwyczajnego w Katedrze Projektowania Budynków Mieszkalnych, równocześnie został kierownikiem Instytutu Architektury i Urbanistyki. Pochowany na Cmentarzu Lipowym w Gliwicach

## Dorobek zawodowy

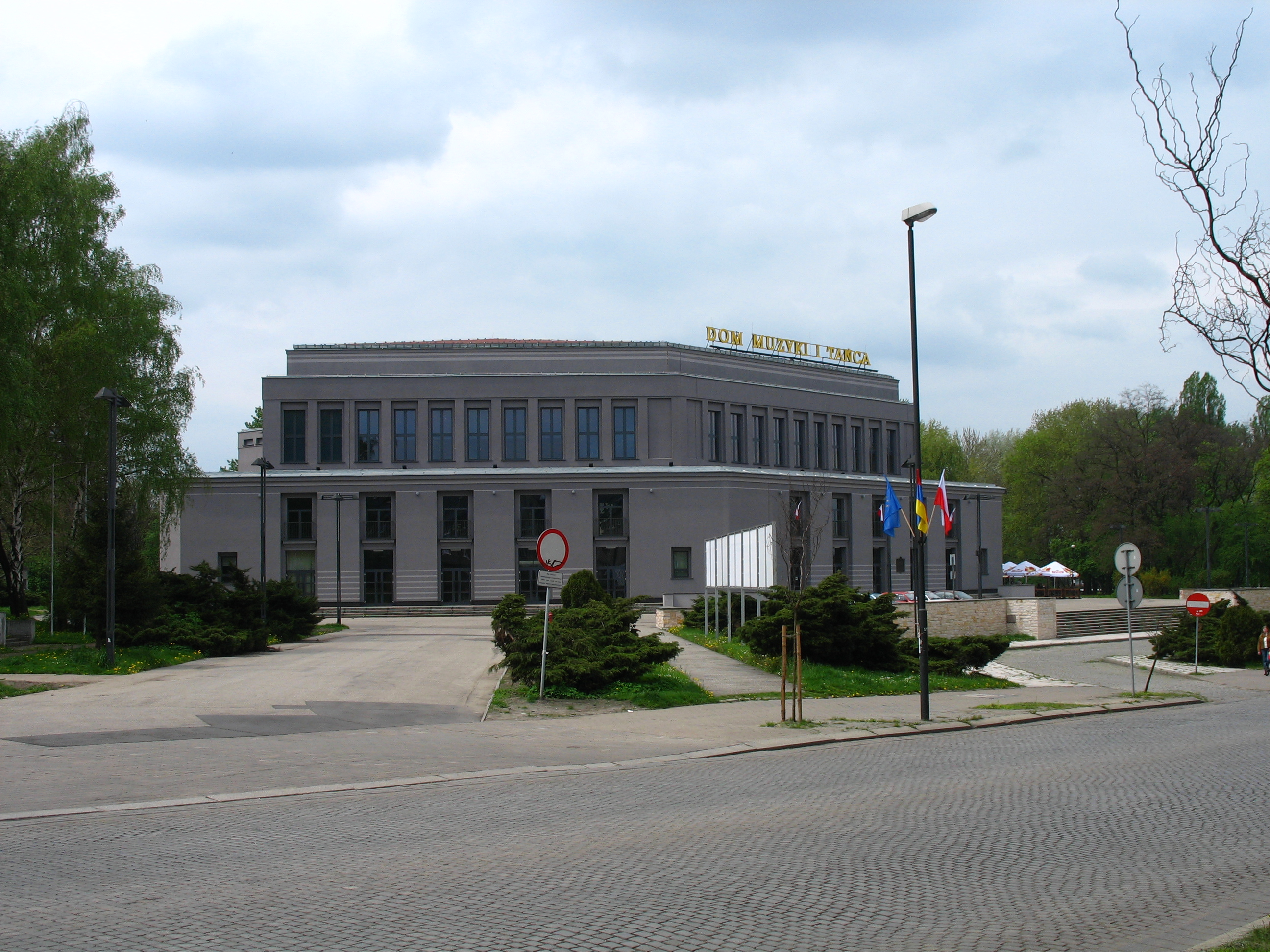
Dom Muzyki i Tańca w Zabrzu

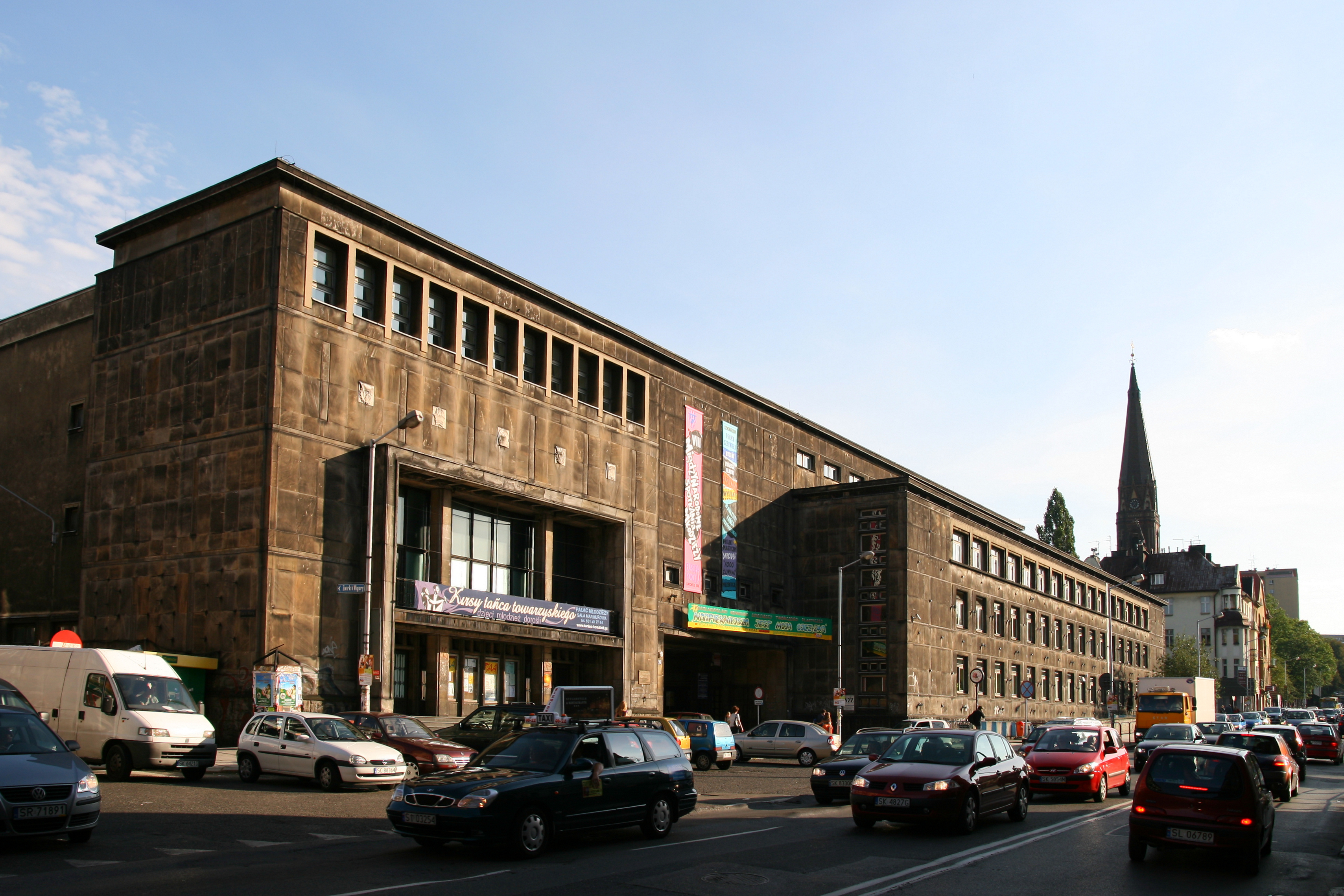
Pałac Młodzieży w Katowicach

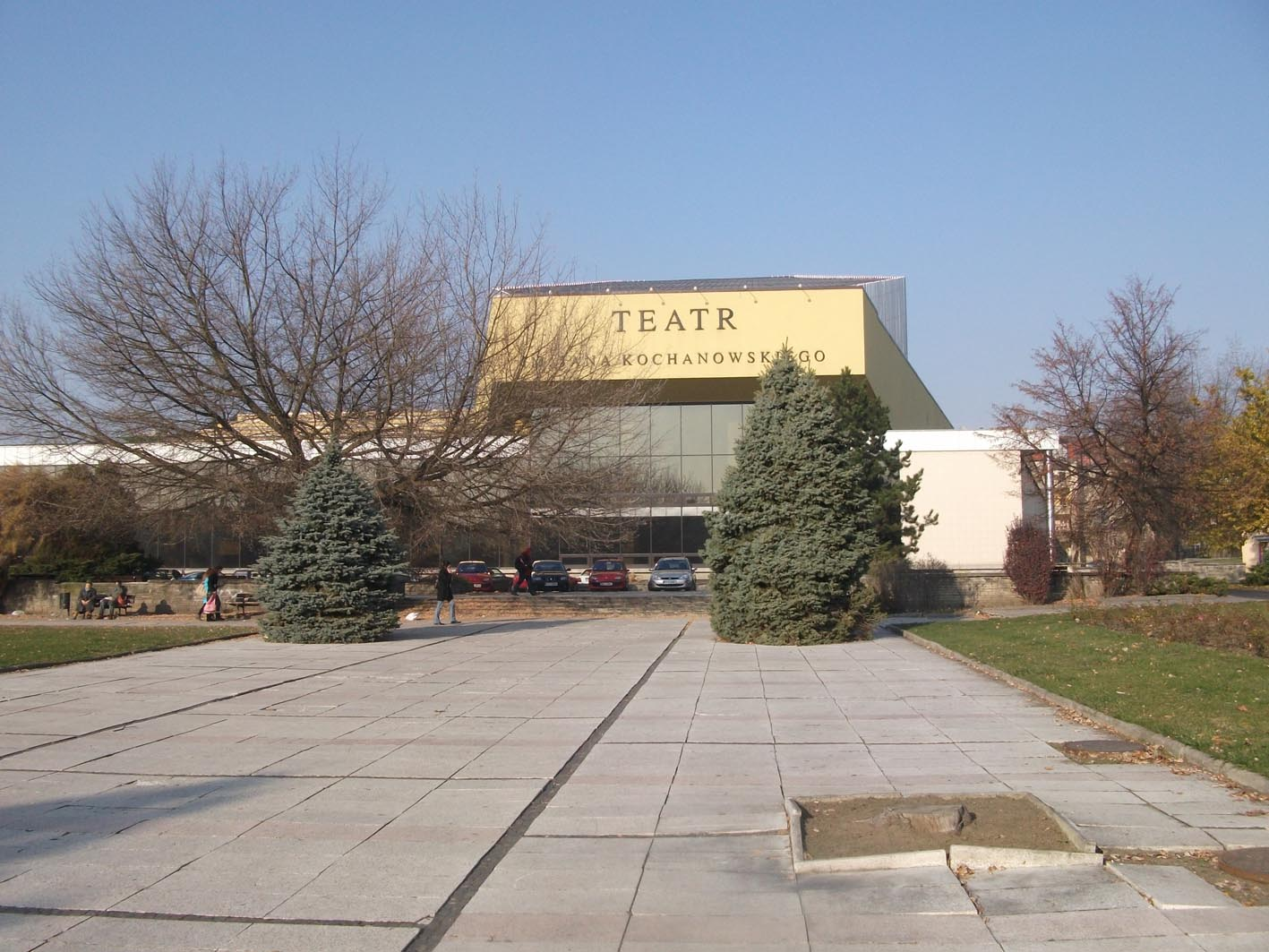
Teatr Dramatyczny im. Jana Kochanowskiego w Opolu

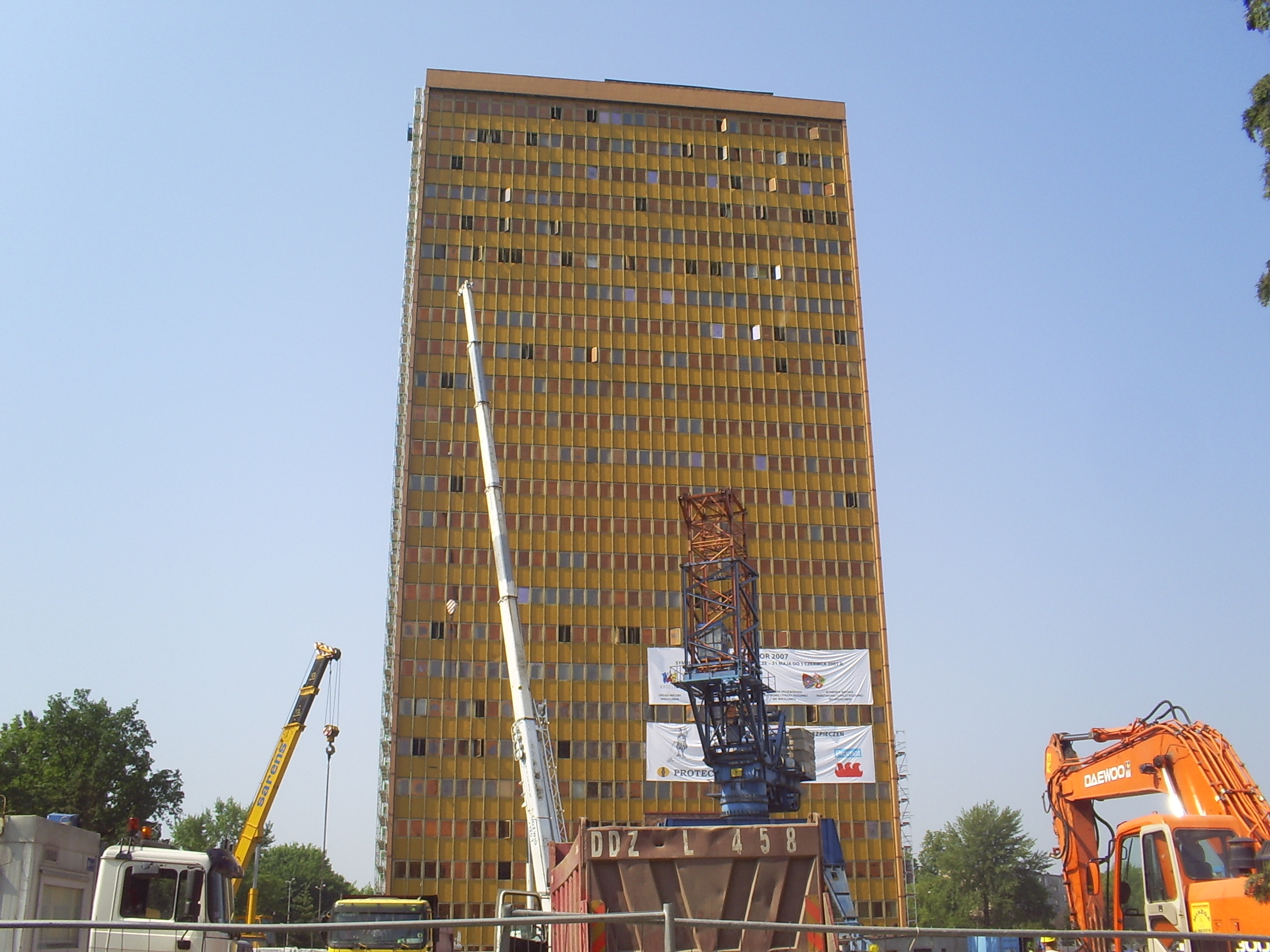
Poltegor Centre we Wrocławiu (podczas rozbiórki w 2007)

Pierwszym projektem stworzonym przez Juliana Duchowicza był budynek stanowiący część zespołu domów realizowanych w ramach konkursu zorganizowanego przez lwowskie instytucje bankowe w 1934 (wspólnie z Zbigniewem Chwalibogiem, Andrzejem Frydeckim, Witoldem Kolbuszowskim).
Od 1934 przez trzydzieści lat Julian Duchowicz tworzył tandem projektowy z Zygmuntem Majerskim, obaj startowali w konkursach organizowanych przez SARP, w wielu otrzymywali nagrody. Podczas studiów w 1934 wygrali nagrody I stopnia na domy zdrojowe w Juracie i Morszynie. Dwa lata później otrzymali I nagrodę za projekt otoczenia pomnika marszałka Józefa Piłsudskiego we Lwowie (niezrealizowany), a w 1937 wygrali konkurs za projekt zespołu sanatoryjnego w Skotnikach k. Łodzi. Po 1945 kontynuowali ścisłą współpracę, byli autorami projektu Pałacu Młodzieży w Katowicach (1949–1951), Hali Ludowej w Zabrzu (1954–1959). W 1959 wygrali konkurs na projekt budynku Teatru Opery i Baletu w Katowicach (niezrealizowany).

## Projekty konkursowe

### 1934–1939
- Dom Zdrojowy w Juracie (1934) I nagroda;
- Dom Zdrojowy w Morszynie (1934) I nagroda;
- Otoczenie urbanistyczne pomnika marszałka Józefa Piłsudskiego we Lwowie (1936) I nagroda (niezrealizowany)[3];
- Dom Żeglarza Polskiego i przebudowa mola południowego w Gdyni (1936) III nagroda;
- Zespół sanatoryjny w Skotnikach (1937) I nagroda;
- Projekt kompleksu gmachów Wydziału Mechanicznego Politechniki Lwowskiej (1939) II nagroda;
- Budynki mieszkalne PZUW we Lwowie (1939) II nagroda;
- Otoczenie architektoniczne Wawelu (1939) III nagroda.

### Po 1945
- Centralny Dom Młodzieży w Warszawie (1948) II nagroda;
- Teatr Narodowy w Łodzi (1948) II nagroda;
- Ośrodek Wypoczynkowy „Orbis” w Warszawie (1949) II nagroda;
- Pałac Młodzieży w Katowicach (1949) II nagroda (realizacja po zmianie projektu w 1951).

## Pozostałe realizacje
- Budynek administracyjno-biurowy Rynek 13 w Katowicach (1947) (obecnie Powiatowy Inspektorat Nadzoru Budowlanego);
- Pałac Młodzieży w Katowicach (1951);
- Obiekty Wydziału Górniczego Politechniki Śląskiej (1953);
- Dom Muzyki i Tańca w Zabrzu (1957);
- Teatr im. Jana Kochanowskiego w Opolu (1961);
- Budynek mieszkalny przy ulicy Łużyckiej 2-2c w Gliwicach (1962);
- Budynek „Supersamu” w Zabrzu (1965);
- Osiedle „Stawowa” w Gliwicach (kwartał ulic: Dworcowa-Dunikowskiego-Wrocławska) (1968);
- Gmach Wydziału Technologii i Inżynierii Chemicznej Politechniki Śląskiej w Gliwicach (1970);
- Poltegor Centre we Wrocławiu (1974).

## Otrzymane odznaczenia
- Złoty Krzyż Zasługi;
- Krzyż Oficerski Orderu Odrodzenia Polski;
- Złota Odznaka Politechniki Wrocławskiej;
- Medal XXV-lecia Politechniki Wrocławskiej;
- Honorowa Odznaka SARP[4].